# 细胞凋亡
细胞凋亡（英語：apoptosis，有“堕落、死亡”之意），是一种程序性细胞死亡，发生在多细胞生物和一些真核单细胞微生物（如酵母）中。在细胞凋亡过程中，一些生化事件导致特征性的细胞形态变化，包括起泡、细胞收缩、核碎裂、染色质凝聚、DNA 碎裂和 mRNA 衰变，并最终导致细胞死亡。由于细胞凋亡，成年人平均每天会失去 500 亿至 700 亿个细胞，而8 至 14 岁的普通儿童每天大约会失去 200 亿至 300 亿个细胞。
与细胞坏死（一种由急性细胞损伤导致的创伤性细胞死亡）相比，细胞凋亡是一个受到严格调控的过程，能够在生物体的生命周期中为其带来优势。例如，在人类胚胎的发育过程中，手指（或脚趾）之间的细胞凋亡，使得手指得以互相分离。与细胞坏死不同，细胞凋亡会产生细胞碎片，称为凋亡小体。吞噬细胞能够吞噬和清除这些凋亡小体，防止细胞内容物溢出并对周围的细胞造成损害。
细胞凋亡是一个受到严格调控的过程，且一旦开始就无法停止。细胞凋亡可以通过两种途径之一启动。一种是内在（内源性）途径，即细胞因感知到细胞压力而自杀，另一种是外在（外源性）途径，即细胞因来自其他细胞的信号而自杀。微弱的外部信号也可能激活细胞凋亡的内在途径。这两种途径都通过激活胱天蛋白酶等蛋白水解酶来诱导细胞死亡。在这两条途径中，启动蛋白酶首先被激活，然后它激活执行蛋白酶，最后执行蛋白酶通过无差别地降解蛋白质来杀死细胞。
作为一种生物现象，细胞凋亡过程缺陷还被证明与多种疾病有关。细胞凋亡过多会导致机体萎缩，而细胞凋亡不足则会导致细胞增殖失控，例如癌症。Fas 受体和胱天蛋白酶等一些因子会促进细胞凋亡（称为促凋亡因子），而 Bcl-2 蛋白家族的一些成员会抑制细胞凋亡（称为抑凋亡因子）。

## 出现
细胞凋亡是动物发育过程中的必经之路，已知的例子有：
- 从蝌蚪到蛙的变态发育
- 昆虫的蜕变
- 高等哺乳动物指间蹼的消失，如人体胚胎发育中，胚胎长到第5周时出现扁盘状的肢体萌芽，手指和脚趾之间的蹼消失，四肢才能顺利形成其最终形态。
- 眼睛中玻璃体和晶状体的细胞死亡，是眼睛对光通透重要的一步。

就算在成熟的个体中，细胞凋亡也是必不可少的：
- 细胞数目和组织大小的控制
- 组织的更新（如鼻的嗅表皮、皮肤表皮细胞的更替）
- 免疫系统对丧失功能的或是有潜在危险的细胞进行选择和清除，如自然杀手细胞（NK）对癌细胞的非专一性胞杀作用。
- 清除坏变的细胞
- 赋予中枢神经系统可塑性。研究人员尝试在胚胎期激活小鼠的bcl-2基因。该基因会阻止神经细胞的细胞凋亡过程。出生的小鼠脑部神经元数量因此比正常的小鼠多，容积变大。但在测试中显得比正常小鼠迟钝。
- 对生殖细胞进行选择（大约95%的生殖细胞会在其成熟之前通过细胞凋亡被清除）

目前在细胞凋亡与癌症发生和各种自身免疫性疾病之间的关系有着很多研究。人们希望激发癌细胞的细胞凋亡，以达到消弭癌症的目的。另有为了维持人类大脑的体积，使细胞凋亡的基因在人类身上受到了抑制的说法。
细胞凋亡在神经退化性疾病中所扮演的角色（如阿尔兹海默氏症（失智症的类型之一）、亨丁顿舞蹈症（Huntington's disease）、帕金森病（Parkinson's Disease）、肌肉萎缩性侧索硬化症（ALS），是目前热门的研究话题，人们在这个领域也进行着很多研究。

## 过程细节
细胞凋亡一旦启动即无法逆转，因此细胞凋亡的启动受到激活机制的严格调控。其中为人理解最深的两种激活机制是内源性途径（也称为线粒体通路）和外源性途径（也称为死亡受体通路）。内源性途径由细胞受到压力时产生的细胞内信号激活，依赖于线粒体内外膜间隙中蛋白质的释放。而外源性途径中，细胞外配体与细胞表面的死亡受体结合，生成死亡诱导信号复合物 (DISC) ，从而激活细胞凋亡。
细胞在受到刺激时会启动细胞内凋亡信号，这可能导致细胞死亡。糖皮质激素与核受体的结合、热、辐射、营养缺乏、病毒感染、缺氧、细胞内游离脂肪酸浓度升高和细胞内钙浓度升高都可能触发受损细胞释放细胞内凋亡信号。许多细胞成分，如聚（ADP-核糖）聚合酶，也可能有助于调节细胞凋亡。在应激诱导的细胞凋亡的实验研究中，已经观察到单细胞波动。
外源性途径：
关于哺乳动物凋亡机制的外源性途径，目前已提出了两种理论：TNF 诱导（肿瘤坏死因子）模型和 Fas-Fas 配体介导模型。二者都涉及TNF受体家族与外源信号的作用。
TNF-alpha 是一种主要由活化的巨噬细胞产生的细胞因子，是细胞凋亡的主要外源性介质。人体中的大多数细胞都具有两种 TNF-alpha 受体：TNFR1 和 TNFR2。研究表明，TNF-alpha 与 TNFR1 的结合会启动一条通路，该通路通过跨膜蛋白 TNF 受体相关死亡结构域蛋白 (TRADD) 和 Fas 偶联死亡结构域蛋白 (FADD) 激活胱天蛋白酶活化。活化的半胱天冬酶8（Caspase 8）将会引发所谓的Caspase级联反应。

TNF-alpha 和细胞凋亡之间的联系解释了TNF-alpha 异常在多种人类疾病，尤其是在自身免疫性疾病中起到的根本性的作用。 TNF-alpha 受体超家族还包括死亡受体 (DR)，例如 DR4 和 DR5。这些受体与蛋白质 TRAIL 结合并介导细胞凋亡。
内源性途径：
内源性途径又称为线粒体途径。线粒体对多细胞生命至关重要，没有它们，细胞就会停止有氧呼吸并迅速死亡。这一事实构成了一些凋亡途径的基础。凋亡蛋白以不同的方式影响线粒体：它们可能通过形成膜孔引起线粒体肿胀，或者通过增加线粒体膜的通透性导致凋亡效应物泄漏。越来越多的证据表明，一氧化氮能够促进线粒体膜电位的衰减，使其更具通透性，从而诱导细胞凋亡。
在细胞凋亡过程中，细胞色素c通过 Bax 和 Bak 蛋白的作用从线粒体中释放出来。这种释放的机制尚不明确，但似乎源于大量插入外膜的 Bax/Bak 同源和异源二聚体。一旦细胞色素c被释放，它就会与凋亡蛋白酶活化因子-1 (Apaf-1)及ATP结合，然后再与胱天蛋白酶-9 前体结合，形成一种称为凋亡小体的蛋白质复合物。凋亡小体将胱天蛋白酶-9前体切割成其活性形式的胱天蛋白酶-9，后者又切割并激活胱天蛋白酶-3前体，使其成为效应物胱天蛋白酶-3。
随着线粒体膜通透性的增加，线粒体还会将称为 SMAC（第二种线粒体衍生胱天蛋白酶激活剂）的蛋白质释放到细胞的胞质溶胶中。SMAC 与抑制细胞凋亡的蛋白质 (IAP，其能够抑制胱天蛋白酶的活性) 结合使其失活，防止 IAP 阻止细胞凋亡，从而允许细胞凋亡继续进行。因此，细胞凋亡所需的蛋白酶是由线粒体通透性间接调节的。
Caspase级联反应和效应caspase：
所谓的效应caspase,指的是Caspase 3, 6和7这些能引起细胞的程序性死亡的蛋白酶。一方面它们通过有限的蛋白质水解酶激活下游的目标蛋白（如Caspase激活的去氧核糖核酸酶, CAD,或是其他的Caspase）。另一方面它们参与核纤肽（在细胞膜上）和肌动蛋白（细胞骨架的成分）的分解过程。
另一方面，DNA的修复会为caspase介导的阻抗反应而受到抑制。
最后细胞慢慢地缩小为一小颗粒，并且为鄰近具有吞噬能力的细胞所吞噬（胞葬作用）。相对于细胞坏死，细胞膜在凋亡过程中保持完整。
细胞色素C从线粒体中溢出到细胞质，这是细胞凋亡的标志之一。这在外始式途径中是在凋亡过程后期才出现的，这里它反而是凋亡的结果，而不再是在内始式途径中所担任的激发者的角色了。细胞物质内，细胞凋亡信号的传播速度约每分钟30微米。
在外始式途径中，又分为主动（由受体的激活开始）和被动（由生长因子，如神经营养素的排出引起）两种形式。
最重要的抑制细胞凋亡蛋白质有：Bcl-2家族中的抗细胞凋亡成员（Bcl-2和Bcl-xL），蛋白激酶B和Trk受体家族（参看神经营养素）还有IAP蛋白（inhibitor-of-apoptosis protein）。

## 获诺贝尔奖的相关研究
科学家悉尼·布伦纳（英国）、H·罗伯特·霍维茨（美国）和约翰·E·苏尔斯顿（英国）在2002年因其研究发现对器官发育和程序性细胞死亡的基因调控所作的贡献而获得了诺贝尔医学奖。

### 引用
1. ↑  . Phase Holographic Imaging AB.   [2020-09-16]. （原始内容存档于2019-02-14）.
2. ↑  .   [2012-10-21]. （原始内容存档于2012-10-23）.
3. ↑  .   [2012-10-21]. （原始内容存档于2012-10-20）. 外部链接存在于|title= (帮助)
4. ↑  . www.solidot.org.   [2018-09-09]. （原始内容存档于2018-09-09）.